# 243516 Marklarsen
243516 Marklarsen è un asteroide della fascia principale. Scoperto nel 2010, presenta un'orbita caratterizzata da un semiasse maggiore pari a 2,7579026 UA e da un'eccentricità di 0,1436882, inclinata di 9,04749° rispetto all'eclittica.
L'asteroide è dedicato allo statunitense Mark Larson, progettista della telecamera della sonda scopritrice dell'asteroide.